# Carex helvola
Carex helvola är en halvgräsart som beskrevs av Mathias Numsen Blytt. Carex helvola ingår i släktet starrar, och familjen halvgräs. Inga underarter finns listade i Catalogue of Life.